# Belarusz Nemzeti Operaház és Balettház
A Belarusz Nemzeti Operaház és Balettház (belorusz nyelven Нацыянальны акадэмічны Вялікі тэатр оперы і балета) Fehéroroszország fővárosának, Minszknek az operaháza. A színház 1933 májusában nyílt meg.

## Története
Az első állandó színházat Fehéroroszországban (az akkori Szovjetunióban) 1933-ban alapították. A jelenlegi színház épületét 1939-ben nyitották meg.
A második világháború után a színház repertoárja sok művel gazdagodott. A leghíresebb operák Mogyeszt Muszorgszkij Borisz Godunovja, Giuseppe Verdi Otelloja, Jacques Offenbach Hoffmann meséi , Nyikolaj Rimszkij-Korszakov Sadlo és Richard Wagner Lohengrin operái voltak. Ezek mellett a repertoárban szocreál művek is előfordultak.
1996-ban az Állami Színház két független színházra oszlott: a Belarusz Köztársaság Nemzeti Akadémiai Nagy Balettszínházára és a Fehérorosz Nemzeti Akadémiai Operaszínházra, de 2008-ban ismét egyesült a mai nevén.
2009-ben az épületet felújították és kibővítették. A színház körül számos szobrot avattak fel, a színpadoz kissé megnagyították és a nézőtér is bővült. A legkorszerűbb világítási és mozgástechnikai eszközöket az eredeti kialakítás betartása mellett adták hozzá.